# Tedania battershilli
Tedania battershilli är en svampdjursart som beskrevs av Patricia R. Bergquist och Fromont 1988. Tedania battershilli ingår i släktet Tedania och familjen Tedaniidae. Inga underarter finns listade i Catalogue of Life.